# Planchonella dothioensis
Planchonella dothioensis är en tvåhjärtbladig växtart som först beskrevs av André Aubréville, och fick sitt nu gällande namn av Swenson, Bartish och Jérôme Munzinger. Planchonella dothioensis ingår i släktet Planchonella och familjen Sapotaceae.
Artens utbredningsområde är Nya Kaledonien. Inga underarter finns listade i Catalogue of Life.